# Península de Satsuma
La península de Satsuma (知床半島 Satsuma-hantō?) es una península ubicada en el sur de la isla de Kyūshū, en la prefectura de Kagoshima, Japón. Separa el mar de China Oriental de la bahía de Kagoshima. Tiene un área de 1399,85 km² y una longitud de 65 km². Los municipios y ciudades en la península incluyen Kagoshima, Ibusuki, Hioki, Ichikikushikino, Minamisatsuma y Makurazaki.